# Molophilus cygnus
Molophilus cygnus là một loài ruồi trong họ Limoniidae. Chúng phân bố ở miền Cổ bắc.